# Oscar Fraas
Oscar Friedrich von Fraas (Lorch (Baden-Württemberg), 17 januari 1824 - Stuttgart, 22 november 1897) was een Duitse predikant, paleontoloog en geoloog. Hij was de vader van geoloog Eberhard Fraas (1862-1915).

## Biografie

### Jeugd en studie
Nadat hij zijn eerste lessen in het huis van zijn ouders had gekregen, ging hij naar de Latijnse school in Göppingen. Hoewel hij van jongs af aan aangetrokken was tot de natuurwetenschappen, besloot hij, op verzoek van zijn vader, de geestelijkheid in te gaan. Nadat hij het in Württemberg gebruikelijke staatsexamen had behaald, volgde hij eerst het lager seminarie in Blaubeuren en daarna de Evangelisches Stift in Tübingen.
Al als schooljongen en nog meer als student wijdde hij zijn vrije tijd aan zijn wetenschappelijke hobby's. Hij verzamelde planten en fossielen. In Tübingen hoorde hij naast zijn theologische studies ook de lezingen van Friedrich August von Quenstedt over mineralogie, geologie en paleontologie, die hem voor deze wetenschappen inspireerde en met hem bevriend raakte. Quenstedt moedigde hem aan om kristallografische onderzoeken uit te voeren en de Zwabische sedimentaire formaties en de fossielen die daar werden gevonden te bestuderen. Het feit dat hij al in 1845 een prijs van de filosofische faculteit ontving voor een geognostisch onderzoek van het gebied rond Tübingen bewijst hoe snel von Fraas zich met dit onderwerp vertrouwd maakte. Verschillende grote excursies die hij met zijn leraar maakte, die hem naar de Alpen, Noord-Italië en Zuid-Frankrijk voerden, waren bijzonder leerzaam voor hem.

## Opleidingen

### Theologie
Na het behalen van het theologisch examen werkte hij aanvankelijk als predikant bij zijn vader, die toen decaan in Balingen was. In 1847 verbleef hij in Parijs om de École des mines te volgen om zijn studie voort te zetten. Vervolgens ondernam hij een wetenschappelijke trektocht door Normandië en Zuid-Engeland. Als resultaat van deze reis verscheen zijn eerste literaire werk, een poging om de Duitse Jura te vergelijken met de Franse en Engelse, in het Neuen Jahrbuch für Mineralogie, Geognosie, Geologie und Petrefaktenkunde (Stuttgart 1850).
Vanaf 1848 werkte hij als predikant in Leutkirch, van 1850 tot 1854 als predikant in Laufen an der Eyach. Daar stichtte hij een huishouden en had al snel een groot gezin.

### Geologie
Aangezien het gebied rond zijn huis rijk is aan fossielen, stelde hij niet alleen zelf een waardevolle collectie samen, maar leerde hij de arme leden van zijn gemeenschap ook hoe ze brood van stenen konden maken door hun vruchtbare locaties te laten zien en ze te instrueren hoe ze die moesten gebruiken. Om de verzamelde voorwerpen zo goed mogelijk in het belang van zijn parochianen te gebruiken, maakte hij ze schoon, identificeerde en rangschikte hij ze en richtte in zijn ruime pastorie een modelwinkel op, die al snel een attractie werd voor verzamelaars en onderzoekers van heinde en verre en waaruit zelfs grote openbare musea hun keuze aan Zwabische Jura-fossielen maakten voor een bescheiden prijs. Door deze non-profit en zeer nuttige activiteit voor de wetenschap werd de naam van de Laufen-pastor al snel bekend, niet alleen in geologische kringen, maar in heel Württemberg.
Toen in 1854 de zeer bescheiden betaalde functie van wetenschappelijk assistent voor de geologische, paleontologische en mineralogische afdelingen van het Königlichen Naturalienkabinett in Stuttgart vrijkwam, werd hem de functie aangeboden. Omdat het vooruitzicht zijn voorkeuren te kunnen volgen en zijn wetenschappelijke activiteiten veel intensiever dan voorheen te kunnen uitoefenen hem zo sterk aantrok, nam hij graag het aanbod aan en veranderde zo van een theoloog in een geoloog. Hij was veertig jaar actief in zijn nieuwe werkomgeving. Hij paste zich snel aan de nieuwe omstandigheden aan en ontwikkelde zich, dankzij zijn uitstekende geheugen en zijn bewonderenswaardige arbeidsvermogen, samen met Quenstedt geleidelijk tot de beste en meest grondige kenner van de geologie van Württemberg.
Al in 1856 werd hij benoemd tot conservator en kreeg hij de titel van hoogleraar. Hij besteedde bijzondere aandacht aan het patriottische deel van het museum. Om ze dichter bij het ideaal van de grootst mogelijke volledigheid te brengen, zwierf hij onvermoeibaar door het land om te verzamelen, zodat hij al snel een van de meest populaire persoonlijkheden in Zwaben werd en bekend stond onder de naam Steiner-Fraas of Höhlen-Fraas, zelfs in de meest afgelegen dorpen van de Rauen Alb.

### Paleontologie en antropologie
Zijn inspanningen waren niet beperkt tot het geologische onderzoeksgebied, maar strekten zich ook uit tot paleontologische en antropologische studies. Hij doorzocht tal van grotten op botresten, waarvan hij er vele duizenden voor het museum verwierf en identificeerde ze met een scherp oog en groeiende zekerheid. Zijn specialiteiten op dit gebied waren zoogdieren uit het Tertiair en Pleistoceen, gewervelde dieren uit het Jura en reptielen uit het Trias. Zijn opgravingen in 1860 bij Hohlenstein in de Lone-vallei en de opgravingen in de jaren 1870 in de Hohle Fels en in de Ofnet-grotten in de Nördlinger Ries bleken het meest vruchtbaar.

### Archeologie
Hij ontdekte ook veel prehistorische nederzettingen en graven, zoals een zeer interessante paleolithische nederzetting uit de rendierperiode aan de Schussenquelle in 1867, later de oude Germaanse grafheuvels in de prinselijke heuvel van Ludwigsburg en de oude heidense offerplaats op de Lochenstein. Toen hij bij de Schussenquelle groef, herkende hij door de mens gemaakte en versierde geweien en vuurstenen werktuigen. Met deze ervaring deed hij opnieuw onderzoek in het Lonedal en vond daar ook de sporen van mensen uit de ijstijd. Ook maakte hij verschillende buitenlandse studiereizen, waarvan de resultaten niet alleen ten goede kwamen aan de hem toevertrouwde collectie, maar ook aan de wetenschap in het algemeen. In 1865 en 1866 reisde hij door Egypte (waaronder het schiereiland Sinaï) en Palestina. In 1875 aanvaardde hij een uitnodiging van Rustem Pasha, de gouverneur-generaal van Syrië, om als eerste Europese geleerde een geologisch onderzoek te doen in Libanon, dat in dit opzicht toen bijna een onbekend gebied was. Bij deze gelegenheid ontdekte hij buitengewoon opmerkelijke prehistorische overblijfselen in de grotten van Wadi Jauz en Nahr el Kelb en bracht hij verslag uit over de wijnbouw in Libanon. In 1877/1878 was hij een van de medeoprichters van de Deutschen Vereins zur Erforschung Palästina's. In 1882 reisde hij met zijn zoon Eberhard Fraas, die later zijn ambtsopvolger werd, naar Zuid-Frankrijk en Spanje. In 1891 werd hij benoemd tot de eerste directeur van de natuurhistorische collectie van Stuttgart. Drie jaar later, na het vieren van zijn zeventigste verjaardag en veertigste dienstjubileum, nam hij zijn welverdiende pensioen. De rest van zijn leven bracht hij in contemplatieve rust door in zijn landhuis in de buurt van Stuttgart, dat werd verfraaid door natuur en kunst. Hier stierf hij een zachte dood op 22 november 1897.

## Onderscheidingen
Al in 1871 werd hij onderscheiden met de Olga-orde. Als erkenning voor zijn veelzijdige werk werd hij na zijn pensionering tot de adel verheven en de faculteit natuurwetenschappen van de universiteit van Tübingen benoemde hem tot een eredoctoraat.
Oscar von Fraas was een uiterst veelzijdige man met nooit vermoeiende toewijding, ongewone werkkracht, heldere visie en zeker oordeel, altijd klaar om zijn kennis en vaardigheden ten dienste te stellen van het grote publiek. Om deze reden werd hij vaak benoemd op ere- en vertrouwensfuncties. Jarenlang werkte hij als lid van de commissie voor de productie van een geognostische atlas van Württemberg, als adviseur van de commissie voor het beheer van de staatscollecties van patriottische kunst en antieke monumenten, als geognostisch expert voor de Württembergse spoorwegbouw bestuur en als wethouder. Politiek stond hij dicht bij de Duitse partij. Vele geleerde en non-profitorganisaties verkozen hem tot lid van de raad van bestuur of als erelid, zoals de Deutsche anthropologische Gesellschaft, de Leopoldino-Carolinische Akademie der Naturforscher, de Württembergische anthropologische Verein, de Verein für vaterländische Naturkunde in Württemberg, de Württembergische Weinbauverein en de Stuttgarter Gewerbeverein. Hij ontving ook vele medailles en andere onderscheidingen.
Als schrijver wist hij de resultaten van zijn studies op een algemeen begrijpelijke en smaakvolle manier te presenteren, zonder in te boeten aan grondigheid.

## Privéleven en overlijden
Zijn ouders waren de pastoor Christoph Friedrich Fraas (1791-1861) en diens vrouw Ernestine Neuffer (*1802).
Fraas trouwde in 1850 in Balingen met Fanny Sayle (1827-1864). Het echtpaar kreeg zeven kinderen, waaronder Eberhard (26 juni 1862 - 6 maart 1915), paleontoloog.
Na de dood van zijn eerste vrouw trouwde hij in 1868 in Leonberg met Anna Theurer (1837-1917). Het echtpaar kreeg zes kinderen.
Oscar Fraas overleed in november 1897 op 73-jarige leeftijd.

## Geschriften
- Die alten Höhlenbewohner. Lüderitz, Berlin 1872

De belangrijkste van zijn grotere werken gaan over zijn thuisland Württemberg:
- Die nutzbaren Mineralien Württembergs (1860)
- Die geognostische Sammlung Württembergs (1869)
- Die Fauna von Steinheim (1870)
- Die Albwasserversorgung im Königreich Württemberg (1873)
- Monographie über die gepanzerte Vogeleidechse Aetosaurus ferratus (1877)
- Württembergs Eisenbahnen mit Land und Leuten an der Bahn (1880)
- Geognostische Beschreibung von Württemberg, Baden und Hohenzollern (1882)
- Geognostische Profilierung der württembergischen Eisenbahnlinien (1883–1885)

Deels alleen, deels samen met de officier, ingenieur-topograaf en kunstenaar Carl Philipp Heinrich Bach (1812-1870) en de Württembergse industrieel Karl Deffner evenals de geognost en Quenstedt-student Jacob Hildenbrand (1826-1904) werkte hij aan:
- Sechzehn Sektionen der Geognostischen Spezialkarte von Württemberg im Maßstab von 1 : 50000 einschließlich der zugehörigen Begleitworte
- Die Geognostische Wandkarte von Württemberg, Baden und Hohenzollern in vier Blättern im Maßstabe von 1 : 280000 (1882)
- Den geognostischen Abschnitt in der vom Königlich statistisch-topographischen Bureau herausgegebenen Beschreibung und Geschichte des Hohentwiel (1879)

Sommige van zijn andere geschriften gaan over de algemene geologie:
- Vor der Sündflut, eine populäre Geschichte der Urwelt (1864)
- Die geologischen Wandtafeln (1871)

Drie publicaties bevatten reismemoires:
- Aus dem Orient (I: 1867, II: 1878)
- 3 Monate am Libanon (1876)
- Reisebriefe aus dem Süden (1883)

Een historische studie van de Slag bij Nördlingen in 1634 ligt buiten zijn eigenlijke werkgebied:
- Die Nördlinger Schlacht am 27. August 1634. Beck, Nördlingen 1869

Naast deze grotere werken publiceerde hij vanaf 1850 een groot aantal verhandelingen over geologische, paleontologische en antropologische inhoud in verschillende vaktijdschriften, namelijk in het Neue Jahrbuch für Mineralogie, in het tijdschrift van de Deutsche geologische Gesellschaft, in de jaarlijkse boekjes van de Vereins für vaterländische Naturkunde in Württemberg, in de bijdragen aan de natuurlijke historie van de prehistorische wereld, in het archief voor antropologie en in het correspondentieblad van de Deutsche Gesellschaft für Anthropologie.